# Чапало, Владимир Петрович
Владимир Петрович Чапало (27 октября 1947, Стерлитамак — 27 сентября 2017, там же) — советский мотоциклист, выступавший в спидвее на льду; мастер спорта СССР международного класса (1973), заслуженный работник физической культуры Республики Башкортостан (2007). Участвовал в чемпионатах мира, но в призёры не попадал, лучшее достижение — 5-е место (1973).

## Биография

### Гонщик
Родился 27 октября 1947 года в Стерлитамаке. На гаревый мотоцикл впервые сел в 1966 году в возрасте 18 лет. Воспитанник местного клуба ДОСААФ, выступал за сборную СССР по спидвею на льду в 1970—1978 годах. В 1967 году стал лидером команды «Стерля» в классе «Б» командного первенства СССР по спидвею, в том же году вышел в финал первого чемпионата СССР по спидвею среди юниоров. Параллельно занимался гонками на льду, выступая в паре с Петром Хрипуновым. В 1968 году занял 4-е место в полуфинале чемпионата мира по спидвею на льду в Стерлитамаке, выступая вне конкурса и уступив всего одно очко Петеру Либингу из ГДР, пришедшему третьим (в полуфинале первым пришёл Владимир Цыбров, вторым — Борис Самородов). В 1970 году снова занял 4-е место в полуфинале чемпионата мира в Уфе на стадионе «Строитель».
В 1973 году Чапало стал серебряным призёром чемпионата РСФСР по мотогонкам на льду в личном первенстве, а затем и чемпионом СССР в личном первенстве. В чемпионате СССР Чапало опередил пришедших вторым и третьим Вячеслава Дубинина и Владимира Пазникова соответственно, оторвавшись на три очка. В том же году он попал в финал чемпионата мира по спидвею на льду, проходивший в западногерманском городе Инцель, заняв 3-е место в полуфинале. В финале он финишировал 5-м с результатом 21 очко за два турнирных дня. Во второй день Чапало выиграл два заезда, опередив в итоговой таблице бронзового призёра чемпионата мира 1971 года чехословака Милана Шпинку, но в одном из заездов пропустил вперёд соотечественника Габдрахмана Кадырова, шведа Ханса Йоханссона и немца Отто Барта, потеряв в итоге шансы даже на 4-е места. Неудачный результат отчасти был связан и с тем, что соревнования проходили не на естественном, а на искусственном льду: в то же время в одном из заездов. Несмотря на результат, в том же году Чапало получил звание мастера спорта СССР международного класса.
В 1974 году он стал третьим призёром полуфинала чемпионата мира в Гренобле, но не вышел в финал, поскольку СССР мог заявить не более двух спортсменов на финал. В 1975 году Чапало уверенно выиграл четвертьфинал и полуфинал чемпионата мира по спидвею на льду. Перед финалом чемпионата мира на московском стадионе «Динамо» он был в числе фаворитов, но в первом же заезде на первом повороте упал с мотоцикла: переднее колесо провалилось в ямку, оказавшуюся подо льдом. Чапало получил лёгкие травмы, но упустил лидерство и шансы на победу, заняв итоговое 6-е место. В 1977 году Чапало стал бронзовым призёром чемпионата СССР по мотогонкам на льду в личном и командном первенстве. Карьеру завершил на фоне травм и перехода на тренерскую работу.

### Тренер
Окончил Ленинградский институт физической культуры имени П. Ф. Лесгафта в 1980 году с красным дипломом. С 1973 года — старший тренер стерлитамакского клуба по спидвею «Урал», с 1979 года одновременно — тренер сборной СССР. Вывел стерлитамакский «Урал» в высшую лигу СССР, гонщики этой команды неоднократно выходили в финалы чемпионата СССР по спидвею среди юниоров. С начала 1980-х годов стал тренером команды Башкирской АССР, которая в 1985—1987 годах выигрывала три года подряд чемпионат СССР. Под руководством Чапало успешно выступали Раис Мустафин и Сергей Соколов, ставшие мировыми финалистами.
В начале 1990-х годов Чапало основал мотоклуб в Стерлитамаке, однако из-за последствий распада СССР развитие мотоциклетного спорта в городе оказалось под угрозой. С 2001 года Чапало был тренером клуба имени Г. Кадырова (г. Уфа) по мотогонкам на льду (он же «Башкортостан»). Эта команда в 2002 и 2003 годах становилась чемпионом России по мотогонкам на льду. В 2003 году он стал директором стерлитамакского мотоклуба «Каустик», который стал одним из выдающихся клубов по мотогонкам на льду в России. Члены этого клуба неоднократно становились победителями и призёрами чемпионатов и Кубков России, а также чемпионатов Европы и мира. Всего Владимир Петрович провёл в мотоспорте свыше 50 лет.
Летом 2017 года государственное финансирование клуба было прекращено, что стало ударом для Чапало, у которого были проблемы со здоровьем. Его не стало 27 сентября 2017 года, за месяц до 70-летия.

### Личная жизнь
Сын — Владимир Чапало, серебряный призёр первенства России 2006 года среди юниоров, чемпион Башкирии по мотогонкам на льду, ныне работает в промышленности.

## Достижения в спидвее на льду
- Чемпион СССР: 1973[3]
- Серебряный призёр чемпионата РСФСР: 1973[3]
- Бронзовый призёр личного и командного чемпионатов СССР: 1977[3]
- Финалист чемпионатов мира: 1973, 1975, 1977[3]
- Участник чемпионатов мира: 1968, 1970, 1973, 1974, 1975, 1976, 1977[3]
- 2-кратный победитель и 3-кратный призер этапов чемпионата мира[3]

## Известные воспитанники
- Сергей Казаков — чемпион СССР по мотогонкам на льду среди юниоров (1991)[3]
- Наиль Галиакберов — чемпион России по мотогонкам на льду (1993)[3]
- Раис Мустафин — двукратный финалист чемпионата мира по мотогонкам на льду (1987, 1988)[3]
- Сергей Соколов — финалист чемпионата мира по мотогонкам на льду (1987)[3]
- Наиль Галиакберов —  финалист личного чемпионата мира по мотогонкам на льду (1996, 1997), бронзовый призер командного чемпионата мира по мотогонкам на льду (1996, 1997)[3]
- Игорь Кононов — серебряный призер чемпионата Европы (2007), чемпион России среди юниоров (2006, 2007)[3]